# Virginie Gervais
Virginie Gervais (Versailles, 24 giugno 1979) è un'attrice pornografica e personaggio televisivo francese.

## Biografia
Nata da madre tedesca e da padre francese di origine italiana, nel 2002 a 23 anni gira il suo primo film pornografico.
Nel 2005 con il 38% dei voti viene eletta Miss FHM Francia e appare nel numero 69 dell'edizione francese e nello stesso anno comincia a far strip tease all'Hustler Club di Parigi.
Nel maggio del 2007 entra a far parte di FHM Spagna come «Sex Coach».
Nel 2008 partecipa a diversi programmi televisivi, come Jury de stars, Big buzz, Big buzz trash, Drôle de réveil, 100 % Foot, 100 % Euro, Le Grand Journal con Canal+ (assieme a Louise Bourgoin), Le Zapping, On va s'gêner, Kiss Fm, NRJ e gira con Marc Dorcel il suo secondo film pornografico Story of Virginie, oltre che a fare due servizi fotografici pornografici per Private.com. Nel febbraio del 2008 appare nel secondo episodio della seconda stagione di Law & Order Criminal Intent: Parigi.
Nel luglio 2012 comincia far pronostici sexy sul calcio dall'inizio del Campionato europeo di calcio 2012.
Il suo blog ha più 900.000 visitatori annui e cinque milioni di condivisioni tramite Dailymotion.
È tifosa del Paris Saint-Germain.

## Copertine
- Private, n°200
- Newlook - France, n°285, giugno 2007
- FHM - France, n°69, aprile 2005 Virginie Miss FHM
- FHM - Espagne, Agosto 2007
- Entrevue - France, n°184, Novembre 2007
- FHM - France, Settembre 2008.
- Newlook - France, n°310, Luglio 2009

## Filmografia

### Film pornografici
- 2002: Enge Spalten di Harry S. Morgan
- 2007: Story of Virginie di Marc Dorcel

### Cinema
- 2004: Les Onze Commandements di Michael Youn

### Televisione
- 2007: Les Petites Annonces di Élie Semoun
- 2009: Animatrice de Paparanews sur Virgin 17
- 2011: Very Bad Blagues
- 2011: Juste Incorrect con Gilbert Rozon

### Videoclip
- 2004: Hôtel commissariat de Gomez et Dubois
- 2006: Hardcore di Stomy Bugsy
- 2007: Te cracher dans la bouche di Joe Houston (erotico)
- 2007: Normal di Stomy Bugsy
- 2007: Quand tu bouges di Douty
- 2007: I wanna chat di Secret Story
- 2008: Touch Your Mind de Karine Lima
- 2008: Seventies di Laurent Wolf
- 2009: Love U Tonight de Kyle Evans
- 2010: Shawty de Freeyann Le Yak